# Biblioteca comunale Augusto Tersenghi
La Biblioteca Comunale Augusto Tersenghi di Velletri è il Fondo Moderno, con funzione di biblioteca di pubblica lettura, della biblioteca comunale che ha una storia molto antica. 
Si trova nella città di Velletri, in provincia di Roma, nell'area dei Castelli Romani.
Nel 1734 papa Clemente XII minaccia di scomunica chiunque provi a sottrarre libri e documenti conservati nel Palazzo Comunale: è la prima attestazione della presenza in Velletri di una biblioteca pubblica. Questa verrà arricchita da donazioni private nel 1780 da parte di Cesare Antonio Velli e nel 1785 da parte del cardinale Stefano Borgia, che creerà il fondo Borgia. Con l'occupazione francese, nel 1810 le autorità locali avrebbero voluto radunare tutti i documenti e i libri (inventariati in 10.000 tomi) in un'unica istituzione, tuttavia questo proposito non venne realizzato. Durante la Restaurazione, la biblioteca civica verrà curata dagli intellettuali Luigi e Clemente Cardinali: infine nel 1873 alla biblioteca civica confluiranno gli archivi sia dell'Accademia letteraria Volsca Veliterna che quelli degli enti religiosi soppressi. Inoltre, entreranno a far parte della biblioteca anche i documenti dell'archivio notarile e dell'archivio pubblico, fino ad allora conservati distintamente a Palazzo Vecchio.
Nel 1949 22.228 volumi, 86 incunaboli, 500 manoscritti e 100 pergamene trovano posto a Palazzo Cinelli, nella nuova sede della Biblioteca Comunale. Sorta però la necessità di separare il fondo antico dal fondo moderno, la nuova sede della biblioteca, intitolata ad Augusto Tersenghi, che fu bibliotecario veliterno tra il 1877 ed il 1942, è stata inaugurata il 20 dicembre 2000 in piazza Benedetto Cairoli, vicino alla Chiesa del Trivio. Questa nuova sede è dotata di una sala conferenze e vari altri servizi e spazi (per es. emeroteca, postazioni internet, sale ragazzi) e altri fondi documentari (libri moderni e materiale multimediale). Al 31 dicembre 2009 il patrimonio ammonta a più di 16.000 documenti (di cui circa 700 dvd e 300 cd audio).
È situata su due piani, occupando uno spazio di circa 500 m² di superficie. 
La Biblioteca "Tersenghi" aderisce al Consorzio Sistema Bibliotecario dei Castelli Romani.
Dal marzo 2016 la Biblioteca è stata spostata nel rinnovato edificio dell'ex Convento del Carmine, ora denominato "Casa delle culture e della musica" (Piazza Trento e Trieste). 
La biblioteca si trova al primo piano e fornisce al pubblico locali di studio luminosi e confortevoli. Sono presenti due sale riservate ai bambini e ragazzi.